# The League of Gentlemen (album)
Pour les articles homonymes, voir The League of Gentlemen.
Albums de Robert Fripp
God Save the Queen / Under Heavy Manners
(1980) Let the Power Fall
(1981)
The League of Gentlemen est un album du groupe homonyme monté par Robert Fripp et sorti en 1981.
En mars 1980, Fripp monte un groupe avec la bassiste Sara Lee (future Gang of Four), le claviériste Barry Andrews (ex-XTC) et le batteur Johnny Toobad. Le groupe est baptisé « The League of Gentlemen », nom du premier groupe dans lequel Fripp a joué dans les années 1960. Cette formation se produit en concert en Amérique du Nord et en Europe d'avril à novembre 1980. Toobad quitte le groupe le 22 novembre pour raisons de santé et est remplacé par Kevin Wilkinson (futur Waterboys) pour les derniers concerts du groupe, jusqu'au 29 novembre.
L'album est entièrement instrumental, hormis quelques passages parlés récités entre autres par Danielle Dax et John G. Bennett.
The League of Gentlemen, unique album de ce groupe, n'a jamais été réédité au format CD. La compilation God Save the King, parue en 1985, en reprend certains titres. En 1996, DGM, le label de Fripp, a édité un album enregistré durant la tournée du groupe, Thrang Thrang Gozinbulx.

## Titres

### Face 1
1. Indiscreet I (Fripp) – 1:47
2. Inductive Resonance (The League of Gentlemen) – 4:35
3. Minor Man (The League of Gentlemen) – 3:45
4. Heptaparaparshinokh (The League of Gentlemen) – 2:03
5. Dislocated (The League of Gentlemen) – 4:35
6. Pareto Optimum I (Fripp) – 2:07
7. Eye Needles (The League of Gentlemen) – 3:12
8. Indiscreet II (Fripp) – 2:35

### Face 2
1. Pareto Optimum II (Fripp) – 1:27
2. Cognitive Dissonance (The League of Gentlemen) – 3:38
3. HG Wells (The League of Gentlemen) – 3:25
4. Trap (The League of Gentlemen) – 4:45
5. Ochre (Fripp) – 3:07
6. Indiscreet III (Fripp) – 1:26

## Musiciens
- Robert Fripp : guitare
- Sara Lee : basse
- Barry Andrews : orgue
- Jonny Toobad : batterie sur Heptaparaparshinokh et Dislocated
- Kevin Wilkinson : batterie sur les autres titres
- Danielle Dax : voix sur Minor Man